# Martina Zubčić
Martina Zubčić (Zagreb, 3 de junio de 1989) es una deportista croata que compite en taekwondo. 
Participó en los Juegos Olímpicos de Pekín 2008, obteniendo una medalla de bronce en la categoría de –57 kg. Ganó cuatro medallas en el Campeonato Europeo de Taekwondo entre los años 2005 y 2016.

## Palmarés internacional
| Juegos Olímpicos   | Juegos Olímpicos | Juegos Olímpicos  | Juegos Olímpicos |
| Año                | Lugar            | Medalla           | Categoría        |
| ------------------ | ---------------- | ----------------- | ---------------- |
| 2008               | Pekín (China)    | Medalla de bronce | –57 kg           |
| Campeonato Europeo |                  |                   |                  |
| Año                | Lugar            | Medalla           | Categoría        |
| 2005               | Riga (Letonia)   | Medalla de oro    | –55 kg           |
| 2006               | Bonn (Alemania)  | Medalla de bronce | –59 kg           |
| 2008               | Roma (Italia)    | Medalla de plata  | –59 kg           |
| 2016               | Montreux (Suiza) | Medalla de bronce | –57 kg           |